# Francesco De Nittis
Francisco De Nittis (3 juillet 1933 – 10 mars 2014) est un prélat italien de l'Église catholique qui a travaillé au service diplomatique du Saint-Siège.

## Biographie
Né à Vieste, en Italie, De Nittis est ordonné prêtre le 15 juillet 1956. Pour se préparer à une carrière diplomatique, il est entré à l'Académie ecclésiastique pontificale en 1959
Le 7 mars 1981, il est nommé archevêque titulaire de Tunes (de), nonce apostolique en Papouasie-Nouvelle-Guinée (en). et délégué apostolique aux Îles Salomon (en). Il reçoit sa consécration épiscopale le 2 mai 1981 des mains du cardinal Agostino Casaroli.
De Nittis est nommé nonce apostolique au Salvador le 24 janvier 1985 et au Honduras (en) le 10 avril 1986. En octobre 1987, il organise des pourparlers de paix entre le président salvadorien José Napoleón Duarte et les rebelles anti-gouvernementaux
Il est nommé nonce apostolique en Uruguay (en) le 25 juin 1990